# Norton (Name)
Norton ist ein englischer Familienname sowie von diesem abgeleiteter männlicher Vorname.

## Herkunft und Bedeutung
Norton ist ein ursprünglich ortsbezogener englischer Familienname, abgeleitet von einem Ortsnamen mit der Bedeutung „nördliche Stadt“ (engl. north town) auf Altenglisch. Von dem Familiennamen ist der gleichlautende männliche Vorname abgeleitet.

## Namensträger

### Familienname

#### A
- Alex Norton (* 1950), schottischer Schauspieler
- Andre Norton (1912–2005), US-amerikanische Schriftstellerin
- Andreia Norton (* 1996), portugiesische Fußballspielerin
- Andrews Norton (1786–1853), US-amerikanischer unitarischer Pfarrer und Theologe
- Audree Norton († 2015), US-amerikanische Schauspielerin

#### B
- Barbara Norton (* 1956), deutsche Kanutin
- Barry Norton (1905–1956), argentinischer Schauspieler
- Bayes Norton (1903–1967), US-amerikanischer Sprinter
- Bill L. Norton, US-amerikanischer Filmregisseur und Drehbuchautor
- Brad Norton (* 1975), US-amerikanischer Eishockeyspieler
- Bradley Norton (* 1991), australischer Fußballspieler
- Brian Norton (1899–1956), südafrikanischer Tennisspieler
- Brooke Norton-Cuffy (* 2004), englischer Fußballspieler

#### C
- Caroline Norton (1808–1877), britische Schriftstellerin
- Cecil Norton, 1. Baron Rathcreedan (1850–1930), britischer Politiker, Unterhausabgeordneter und Peer
- Charles Eliot Norton (1827–1908), Ächäologe und Professor an der Harvard University (Charles Eliot Norton Lectures)
- Charlie Norton († 2015), britischer Journalist, Extremsportler und Publizist
- Christopher Norton (* 1953), Komponist, Arrangeur und Herausgeber
- Clifford John Norton (1891–1990), britischer Diplomat und Kunstsammler

#### D
- Dan Norton (* 1988), britischer Rugbyspieler
- Daniel Sheldon Norton (1829–1870), US-amerikanischer Politiker; US-Senator von Minnesota
- Deborah Norton (* 1944), englische Schauspielerin
- Doreen Norton (1922–2007), britische Krankenschwester

#### E
- Ebenezer F. Norton (1774–1851), US-amerikanischer Politiker
- Edgar Norton (1868–1953), britisch-US-amerikanischer Schauspieler
- Edward Norton (* 1969), US-amerikanischer Schauspieler
- Edward Felix Norton (1884–1954), britischer Armee-Offizier und Bergsteiger
- Edward Lawry Norton (1898–1983), US-amerikanischer Ingenieur (Norton-Theorem)
- Eleanor Holmes Norton (* 1937), US-amerikanische Politikerin
- Elijah Hise Norton (1821–1914), US-amerikanischer Politiker
- Emerson Norton (1900–1986), US-amerikanischer Leichtathlet
- Enrique Norten (* 1954), mexikanischer Architekt
- Eunice Norton (1908–2005), US-amerikanische Pianistin

#### F
- Franklin B. Norton (1831–1909), Erfinder des keramischen Schleifsteines
- Frederick John Norton (1904–1986), britischer Bibliothekar, Romanist und Hispanist

#### G
- Gale Norton (* 1954), US-amerikanische Politikerin und Innenministerin
- George Norton, US-amerikanischer Agrarökonom
- Gil Norton, britischer Musikproduzent
- Grace Norton (1834–1926), US-amerikanische Romanistin und Literaturwissenschaftlerin
- Graham Norton (* 1963), irischer Schauspieler, Fernsehmoderator, Komiker und Buchautor
- Greg Norton (* 1959), US-amerikanischer Bassist und Koch

#### H
- Holly Norton (* 1993), britische Ruderin

#### J
- Jack Norton (1889–1958), US-amerikanischer Schauspieler
- James Norton (Politiker) (1843–1920), US-amerikanischer Politiker
- James Norton (Informatiker) (* um 1953), britischer Informatiker und Hochschullehrer
- James Norton (Schauspieler) (* 1985), britischer Schauspieler
- James A. Norton (1843–1912), US-amerikanischer Politiker
- James Lansdowne Norton (1869–1925), britischer Motorraddesigner und Unternehmer
- Jane E. Norton (* 1954), US-amerikanische Politikerin
- Jeff Norton (Eishockeyspieler) (* 1965), US-amerikanischer Eishockeyspieler
- Jeff Norton (Triathlet) (* 1982), südafrikanischer Schwimmer und Triathlet
- Jerry Norton (1931–2020), US-amerikanischer American-Football-Spieler
- Jesse O. Norton (1812–1875), US-amerikanischer Politiker
- Jim Norton (Filmemacher), US-amerikanischer Regisseur, Drehbuchautor und Produzent
- Jim Norton (Footballspieler, 1938) (1938–2007), US-amerikanischer American-Football-Spieler
- Jim Norton (Footballspieler, 1942) (* 1942), US-amerikanischer American-Football-Spieler
- Jim Norton (Komiker) (* 1968), US-amerikanischer Komiker und Schauspieler
- Jim Norton (Musiker), US-amerikanischer Multiinstrumentalist, Jazzmusiker, Arrangeur und Komponist
- Jim Norton (Schauspieler) (* 1938), irischer Schauspieler

- John Norton (Häuptling) (Snipe, Teyoninhokarawen; ca. 1760–ca. 1826), schottischer Offizier und Indianerhäuptling der Mohawk
- John Norton (Seemann) († 3. Mai 1789), britischer Seemann, Rudergänger Anbord der Bounty
- John Norton (Leichtathlet) (1893–1979), US-amerikanischer Leichtathlet
- John Norton (Offizier) (1918–2004), US-amerikanischer Generalleutnant
- John Norton (Wasserballspieler) (1899–1987), US-amerikanischer Wasserballspieler
- John Francis Norton (1891–1963), römisch-katholischer Bischof von Bathurst
- John N. Norton (1878–1960), US-amerikanischer Politiker
- John Pitkin Norton (1822–1852), US-amerikanischer Biochemiker
- José Norton de Matos (1867–1955), Premierminister von Portugal
- Joshua Norton (1819–1880), US-amerikanischer Geschäftsmann (Kaiser Norton I.)
- Judy Norton-Taylor (* 1958), US-amerikanische Schauspielerin

#### K
- Keith Norton (1941–2010), kanadischer Politiker
- Ken Norton (1943–2013), US-amerikanischer Boxer
- Ken Norton junior (* 1966), US-amerikanischer Footballspieler
- Kevin Norton (* 1956), US-amerikanischer Jazzmusiker

#### L
- Lillian Allen Norton, eigentlicher Name von Lillian Nordica (1857–1914), US-amerikanische Opernsängerin

#### M
- Mary Norton (1903–1992), britische Kinderbuchautorin
- Mary Beth Norton (* 1943), US-amerikanische Historikerin
- Mary Teresa Norton (1875–1959), US-amerikanische Politikerin
- Michael Norton (* 1980), US-amerikanischer Radrennfahrer
- Miner G. Norton (1857–1926), US-amerikanischer Politiker

#### N
- Nainoa Norton (* 2004), Fußballspieler für Guam
- Nelson I. Norton (1820–1887), US-amerikanischer Politiker
- Nicholas Hill-Norton (* 1939), britischer Vizeadmiral
- Nimrod Lindsay Norton (1830–1903), US-amerikanischer Politiker

#### P
- Patrick Norton (* 1928), irischer Politiker
- Patrick Daniel Norton (1876–1953), US-amerikanischer Politiker
- Peter Norton (Informatiker) (* 1943), US-amerikanischer Informatiker
- Peter Hill-Norton (1915–2004), britischer Flottenadmiral und Politiker
- Philip Norton, Baron Norton of Louth (* 1951), britischer Politiker, Politikwissenschaftler, Hochschullehrer und Autor

#### R
- Ray Norton (* 1937), US-amerikanischer Leichtathlet
- Richard Norton (Archäologe) (1872–1918), US-amerikanischer Archäologe
- Richard Norton (Rebell) (1498–1588), englischer Sheriff und Aufständischer
- Richard Norton (Schauspieler) (1950–2025), australischer Schauspieler
- Richard Henry Norton (1849–1918), US-amerikanischer Politiker
- Rictor Norton (* 1945), US-amerikanischer Autor
- Robert W. Norton (1923–2015), US-amerikanischer Politiker
- Rosanna Norton (1944–2025), US-amerikanische Kostümbildnerin

#### S
- Scott Norton (* 1961), US-amerikanischer Wrestler
- Simon Norton (1952–2019), englischer Mathematiker
- Steve Norton, US-amerikanischer Jazzmusiker
- Storm Norton (* 1994), US-amerikanischer American-Football-Spieler

#### T
- Tane Norton (* 1942), neuseeländischer Rugby-Union-Spieler
- Tara Norton (* 1971), kanadische Triathletin
- Thomas Norton (Alchemist) (1433–1513), englischer Alchemist und Dichter
- Thomas Norton (Dichter) (1532–1584), englischer Dichter, Dramatiker und Jurist
- Timothy Norton (* 1958), australischer Ordensgeistlicher, Bischof von Broome
- Tony Norton (1941–2015), italienischer Boxer und Schauspieler, siehe Antonio Monselesan

#### W
- William Edward Norton (1843–1916), US-amerikanischer Maler
- William Norton (1900–1963), irischer Politiker der Irish Labour Party
- William W. Norton (1925–2010), US-amerikanischer Drehbuchautor

### Vorname
- Norton Buffalo (1951–2009), US-amerikanischer Musiker
- Norton P. Chipman (1834–1924), US-amerikanischer Politiker
- Eben Norton Horsford (1818–1893), US-amerikanischer Wissenschaftler
- Roger Norton Kenyon (* 1949), englischer Fußballspieler
- Norton Lang (* 1940), US-amerikanischer Physiker
- Norton Lewis Lichtenwalner (1889–1960), US-amerikanischer Politiker
- Norton de Andrade Mello Rapesta (* 1958), brasilianischer Diplomat
- Norton Nascimento (1962–2007), brasilianischer Schauspieler
- Norton P. Otis (1840–1905), US-amerikanischer Politiker
- Albert Norton Richards (1821–1897), kanadischer Politiker
- Norton A. Schwartz (* 1951), US-amerikanischer General
- Norton Winfred Simon (1907–1993), US-amerikanischer Industrieller und Kunstsammler